# 亲爱的，热爱的
《親愛的，熱愛的》，2019年偶像劇，由上海剧酷文化傳播有限公司制作，改編自墨寶非寶的《蜜汁燉魷魚》，並由原著小說作者墨寶非寶擔綱編劇，楊紫、李現主演。講述軟萌學霸蘿莉佟年追求“圈外”熱血電競男神韓商言的愛情故事。該劇於2018年4月11日開機，7月28日於三亞殺青。於2019年7月9日浙江衛視、东方卫视播出。

## 播放平台
| 頻道                  | 所在地   | 播出日期       | 播出時間                                                                    | 備註          |
| --------------------- | -------- | -------------- | --------------------------------------------------------------------------- | ------------- |
| 浙江衛视              | 中国大陆 | 2019年7月9日   | 星期日至五 19:35 - 21:10（兩集連播） 星期六 19:35 - 20:10（只播一集）       |               |
| 東方衛视              | 中国大陆 | 2019年7月9日   | 星期日至五 19:35 - 21:10（兩集連播） 星期六 19:35 - 20:10（只播一集）       |               |
| 愛奇藝台灣站          | 臺灣     | 2019年7月9日   | VIP每晚22:00同步更新 非VIP次日22:00轉免                                     |               |
| 八大第一台            | 臺灣     | 2020年8月28日  | 每晚 22:00 - 00:00                                                          |               |
| Astro雙星 Astro双星HD | 马来西亚 | 2019年7月12日  | 每晚 19:00 - 20:00                                                          |               |
| 佳樂台                | 新加坡   | 2019年10月5日  | 星期六, 日 19:00-21:00                                                      | 兩集連播      |
| U-NEXT                | 日本     | 2020年8月5日   | 星期三                                                                      |               |
| J2                    | 香港     | 2021年11月17日 | 每日 18:30 - 19:30 （如當日為賽馬夜將改為17:30 - 18:30／18:00 - 19:00播出） | 粵/普雙語播出 |

## 演员表

### 主要演員
童颜夫妇

| 演員 | 角色        | 介紹 | TVB粵語配音 |
| 楊紫 | 魷小魚/佟年 | 活潑軟萌的女生，高智商低情商的大學女神級別的學霸，1999年3月20日出生，對芒果過敏。 一個15歲就開始讀大學的少女學霸，本科雙學位目前19歲就讀研二，跳級研究生在讀專攻電腦程式設計，是一位電腦「鬼才」，也是翻唱圈非常有名的翻唱歌手，而且人美歌甜，人送外號「天生歌姬」。粉絲幾十萬、影片點擊量破百萬的「魷魚殿下」，對韓商言一見鍾情 ，熱情的開啟瘋狂倒追模式，雖然過程中有過佟年父母反對，最後與韓商言結婚。 | 張頌欣      |
| 李現 | Gun/韩商言  | K&K戰隊投資人 人稱「Gun神」，高冷的CTF大神，1989年2月14日出生，目前29歲，手機小白。不高興或有煩惱就會吃糖，喜歡小貓。 他是CTF界的遠古傳說，前solo戰隊的主攻，十年前他退出了CTF圈，十年後他低調歸來，直到佟年使用微博分享歌曲才註冊微博，宣佈正式歸圈。立志為國出戰，後退役並帶領一群年輕選手向世界冠軍發起衝擊。他高冷、內向、敏感，“生人勿擾”四個字仿佛隨時寫在他的臉上，讓身邊的人恨不得退避三舍，不與他有任何工作之外的交流和溝通。但他是一個智商情商雙高的人，對於他來說，生活中除了玩遊戲就是參加比賽，因此他對戀愛甚至社交都毫無興趣，平時穿搭也只有一套全身黑衣。亦因為這樣女性在他視線中出現的可能性極低，對於可愛的女生，他更是絕緣體。當他和佟年初次相遇在網吧，就註定了兩人“糾纏”浪漫的故事。之後各種場合各種偶遇這個可愛的女生，佟年也就慢慢的走進了他的心裡去。被佟年的單純、執拗、甚至偶然的羞澀逐漸暖化，敞開心窗，花式撩起了這個“自家小孩”，後與佟年結婚。 | 李致林      |

### K&K戰隊
| 演員   | 角色         | 介紹 | TVB粵語配音 |
| 王樂君 | 蘇澄         | 和王浩原為戀人，但後來分手，育有一女小艾，現由王浩扶養。 前期為K&K戰隊的領隊，溫柔大氣又精明能幹，同時也是每一位成員的知心大姐姐，除了帶隊伍打比賽，還要負責照顧隊員們日常的生活起居，最後辭掉領隊一職回挪威K&K總部。 | 詹健兒      |
| 李鴻其 | 小米/米邵飛  | 現K&K領隊，電腦全能天才，從業多年的前輩職業選手，和Gun神要好。 曾經是Solo戰隊成員，定位是「策防」，經過王浩的說服成為SP戰隊的成員，但因個人排名在一百名以後被迫宣布退役，后在蘇澄說服下加入K&K頂替其擔任領隊一職。因為孫亞亞崇拜他，宣布退役時是她陪在身邊，久而久之就喜歡上孫亞亞，最後兩人終成眷屬。                                  | 胡家豪      |
| 胡一天 | DT/吳白      | K&K戰隊隊長 有「神之左手」之稱，是韓商言的表弟。 17歲的時候跟著韓商言去看比賽，結果對艾情一見鍾情。平常是一個看起來冷漠、話很少的男生，其實外冷內熱，但是每次說話都能一擊即中，默默暗戀艾情10年之久。加入職業戰隊，成為國内排名第一的實力選手，也是出色的計算機天才。與隊友一起拿到比賽冠軍，爭取、維護團隊榮譽，一直是他的夢想和堅持。 | 曹啟謙      |
| 文苡帆 | Grunt/沈哲   | K&K戰隊的副隊長 定位是「策應」。 嘴巴毒辣，但其實是刀子嘴豆腐心。一開始因遊戲帳號被佟年誤會是韓商言而鬧出烏龍，後解釋清楚。 | 梁偉德      |
| 李明德 | 97/令山      | K&K戰隊成員，定位是「主防」。 因97年出生，所以叫97，個性活潑外向，很愛講話，常是話題的烘托人，經常出一些鬼主意逗Demo。 | 黃積權      |
| 許樂驍 | One/周一     | K&K戰隊的隊員，定位是「側防」。 當時One對佟年自我介紹時，戰隊中身高185公分，自稱是「全隊最高、最帥的」，所以叫One。 | 李凱傑      |
| 余承恩 | Demo/戴風    | K&K戰隊的隊員，年紀最小，因呆萌呆萌的所以叫Demo，個性活潑外向，能討得長輩歡心，卻極怕老大韓商言。 | 陳灝瑋      |
| 成方旭 | Buff /畢東然 | K&K戰隊的隊員。 前Buff戰隊隊長，在Solo戰隊時期僥倖打敗韓商言，睽違五年再次帶隊復出，輸給K&K戰隊，之後在車站被韓商言勸說下，正式簽約進K&K戰隊，再次重啟他的夢想。 | 蘇強文      |
| 孫蓮芳 | 趙阿姨       | K&K俱樂部阿姨，負責俱樂部的清潔工作，One的母親。 | 沈小蘭      |
| 華波波 | 南威         | 蘇澄的丈夫，Gun在K&K的合夥人。 喜歡蘇澄很久，在蘇澄和王浩分手後，一直陪伴在蘇澄身邊，後來才在一起並且結婚。 | 陳卓智      |

### SP戰隊
| 演員   | 角色             | 介紹 | TVB粵語配音 |
| 李澤鋒 | Solo/王浩        | 從業多年的前輩職業選手，曾經的Solo戰隊隊長。 在Solo戰隊得到全國第一時，戰隊因王浩感情問題解散，更因此與韓商言鬧翻。後成為SP的中國區負責人，他從巔峰到低谷，接著重新爬起，後來跟韓商言和好。 | 劉奕希      |
| 王真兒 | Appledog/艾情    | 是吳白指路燈一樣的存在，跟吳白有著「講不清，道不明」的關係。 曾經是Solo戰隊的主力之一，和王浩為情侶關係，後成為SP戰隊的領隊。是粉絲心中的女神，也是可愛的“蘋果狗”。                         | 陳琴雲      |
| 吳昊   | 滑梯/周華        | SP戰隊隊長。定位是「主攻」，缺點是常被敵對找漏洞。 十二年前以隊長的身分，拿下亞錦賽的團體冠軍。                                                                                             |             |
| 陳東陽 | ALL/歐強         | 現SP戰隊成員，定位是「副攻」。 曾經是Solo戰隊成員，十年前拿過CTF全國總冠軍的選手，也做過隊長。                                                                                              | 陳耀楠      |
| 孫楚鴻 | Inin/林茵        | SP戰隊的成員，定位是「策應」，是SP最小的選手，潛力巨大，優點打CTF很細膩。 在SP之前做過戰隊隊長。                                                                                            | 鄧志堅      |
| 李多根 | Bug/付營         | SP戰隊的成員，定位是「策防」。前SP二隊隊長，把米紹飛位置頂掉的隊員。 |             |
| 陳勇   | Following/付一文 | SP戰隊的成員。 |             |
| 周媛媛 | 何娜娜           | SP戰隊全球運營總監。 | 曾秀清      |

### Solo戰隊
| 演員 | 角色 | 介紹                                                                   | TVB粵語配音 |
| 蘇一 | 小悠 | 前Solo戰隊替補隊員。在上海總決賽前一晚上被艾情CALL到飯店和韓商言敘舊。 | 李鎮然      |
| 沈磊 | 壹仟 | 前Solo戰隊替補隊員。在上海總決賽前一晚上被艾情CALL到飯店和韓商言敘舊。 | 鍾見麟      |

### 韓商言周邊人物
| 演員   | 角色   | 介紹 | TVB粵語配音 |
| 秦沛   | 韓爺爺 | 韓商言的爺爺，吳白的外公，是個老頑童。很操心兩個孫子的婚姻大事，也很不認同韓商言的事業，後因佟年對CTF的詳細解說而漸漸改觀。 | 張炳強      |
| 梁愛琪 | 韓佳佳 | 韓商言的後母。 韓商言的母親因為過世得早，爸爸怕他沒人照顧、疼愛，所以娶她進韓家大門，照顧韓商言的生活起居。雖然不是韓商言的親生母親，但對待韓商言就如親生兒子一樣，感情好到可以互相鬥嘴。                                                  | 黃玉娟      |
| 盛平   | 周姍   | 愛慕韓商言，是他的十年鐵粉。 當年為了追隨他，進入CTF遊戲產業，成為CTF雜誌主編，寫過不少關於Solo戰隊的報導，功不可沒。後來K&K戰隊和SP戰隊到三亞集訓時，她是主要負責人，藉此與韓商言有更親密的互動，因而引起佟年吃醋，可說是她最強大的情敵。 | 魏惠娥      |

### 佟年周邊人物
| 演員   | 角色     | 介紹 | TVB粵語配音 |
| 姜珮瑤 | 孫亞亞   | 佟年、純純的室友，也是永遠的好閨蜜，米邵飛的鐵粉。 因為宣布退役時是她陪在小米身邊，久而久之小米就喜歡上孫亞亞，最後兩人終成眷屬。                                            | 成瑤孆      |
| 臧纯萱 | 純純     | 佟年、孫亞亞的室友。 | 羅孔柔      |
| 史卿妍 | 蓝莓     | 佟年的閨蜜，與佟年同為網路歌手。 | 陳皓宜      |
| 丁楠   | 藍莓老公 | 藍莓老公，是韓商言的鐵粉，都稱呼韓商言「男神」。 | 李安邦      |
| 曲獻平 | 鄭輝     | 佟年的學霸學長，直升博士。因其母親患病需做手術，又因欠缺金錢無法租房，被佟年家人短暫留宿數天。期間深得佟年家人歡心，由此觸發佟年母親要求韓商言不要再找佟年。韓商言最大情敵。 | 黃啟昌      |
| 陳帥   | 胡竇楠   | 大姑兒子，佟年的表弟，開一間網吧，性格幽默搞笑。 | 張方正      |
| 劉芊孜 | 胡月嬌   | 大姑女兒，佟年的表姐。因韓家與佟家為世交，應家庭要求與韓商言相親，惟韓商言對她毫無興趣，並表示他只應付家人要求，但因此而促成佟年與韓商言的交往。專業是市場品牌管理。         | 劉惠雲      |
| 王策   | 佟正     | 佟年的爸爸，是一位外科醫生，性格溫和，是一個慈父，明事理。正當佟年和韓商言煩惱如何處理跟他妻子的關係時，佟正鼓勵了他們，促進了韓商言與他妻子關係和好。                       | 陳欣        |
| 孔琳   | 小琳     | 佟年的媽媽，幼稚園教師。性格傳統保守而強勢，一開始不滿韓商言搞砸團年飯及相親活動，且認為韓商言年歲太大，又無法理解韓商言的工作，因此反對佟年與他交往。但後來對韓商言改觀。   | 謝潔貞      |
| 鄭曉婉 | 大姑     | 佟正的妹妹，佟年的姑姑。 | 陸惠玲      |
| 周晓海 | 教授     | 佟年的教授，韓商言同學。 | 招世亮      |

### 其他演員
| 演員   | 角色     | 介紹                                                                                    | TVB粵語配音 |
| 張格   | 小艾     | 王浩和蘇澄的女兒。 從小跟爸爸王浩長大，對母親蘇澄有渴望，但是從未表現出來。後去挪威讀書 | 凌晞        |
| 任淑梅 | 戴風母   | 戴風的母親。                                                                            | 梁少霞      |
| 郁曉冬 | 米父     | 米邵飛的爸爸。                                                                          |             |
| 劉愛蓮 | 米奶奶   | 米邵飛的奶奶。                                                                          | 袁淑珍      |
| 楊淑芳 | 王母     | 王浩的母親。                                                                            |             |
| 井璐   | 鄭母     | 鄭輝的母親。                                                                            | 雷碧娜      |
| 錢芊伊 | 女秘書   |                                                                                         |             |
| 嚴峻   | 項總     |                                                                                         | 李鎮然      |
| 金津   | 項總秘書 |                                                                                         |             |
| 王梓豪 | 陶澤濤   |                                                                                         |             |

## 電視劇原聲帶
| 曲序 | 曲目                     |                | 作曲   | 编曲           | 製作人         | 演唱   | 备注   |
| ---- | ------------------------ | -------------- | ------ | -------------- | -------------- | ------ | ------ |
| 1.   | 無名之輩（片頭曲）       | 唐漢霄         | 唐漢霄 | 张峰棣         | 陳雪燃         | 陳雪燃 |        |
| 2.   | 牛奶麵包（片尾曲）       | 鄭國鋒、張鵬鵬 | 鄭國鋒 | 罗艺恒         | 東南           | 楊紫   |        |
| 3.   | 愛不由我（插曲）         | 張鵬鵬         | 鄭國鋒 |                | 尤長靖         | 尤長靖 |        |
| 4.   | 給未來（插曲）           | 張鵬鵬         | 鄭國鋒 | 罗艺恒         | 東南           | 李現   |        |
| 5.   | Couldn't leave（插曲）   | 陳雪燃         | 陳雪燃 | 陈雪燃         | 陳雪燃         | 迪瑪希 |        |
| 6.   | 我可以不在乎的你（插曲） | 孫艾藜         | 孫艾藜 | 张峰棣         | 東南           | 陳芳語 |        |
| 7.   | 一起走的幸福（插曲）     | 林喬、高莹     | 高瑩   | 罗艺恒         | 東南           | 段奧娟 |        |
| 8.   | 光耀（插曲）             | 林喬           | 趙倩   | 张峰棣         | 東南           | 梁心頤 |        |
| 9.   | 海闊天空（插曲）         | 黃家駒         | 黃家駒 | Beyond、梁邦彥 | Beyond、梁邦彥 |        | 國語版 |

## 收視率
| 中国大陆 東方卫视／浙江卫视 首播收视率 |               |          |          |          |           |           |           |          |          |          |           |           |           | |
| 集數                                   | 播出日期      | 東方卫视 | 東方卫视 | 東方卫视 | 東方卫视  | 東方卫视  | 東方卫视  | 浙江卫视 | 浙江卫视 | 浙江卫视 | 浙江卫视  | 浙江卫视  | 浙江卫视  | 備註 |
| 集數                                   | 播出日期      | CSM59    | CSM59    | CSM59    | CSM全国网 | CSM全国网 | CSM全国网 | CSM59    | CSM59    | CSM59    | CSM全国网 | CSM全国网 | CSM全国网 | |
| 集數                                   | 播出日期      | 收視率   | 收視份額 | 排名     | 收視率    | 收視份額  | 排名      | 收視率   | 收視份額 | 排名     | 收視率    | 收視份額  | 排名      | |
| 1                                      | 2019年7月9日  | 1.068    | 4.363    | 5        | 0.41      | 1.96      | 10        | 0.867    | 3.562    | 7        | 0.46      | 2.24      | 8         | 59城數據缺銀川 東方《東方看大劇》收視0.69，份額2.716                                                                                 |
| 2-3                                    | 2019年7月10日 | 0.733    | 2.906    | 5        | 0.27      | 1.21      | 9         | 0.672    | 2.676    | 6        | 0.53      | 2.36      | 6         | 東方《東方看大劇》收視0.487，份額1.912                                                                                               |
| 4-5                                    | 2019年7月11日 | 0.86     | 3.317    | 4        | 0.36      | 1.6       | 7         | 0.829    | 3.209    | 5        | 0.54      | 2.37      | 6         | CCTV-8《那片花那片海》完結，《花開時節》同日開播 東方《東方看大劇》16省網收視0.213，份額0.758                                        |
| 6-7                                    | 2019年7月12日 | 0.881    | 3.434    | 4        | 0.44      | 1.9       | 5         | 1.036    | 4.11     | 2        | 0.72      | 3.21      | 3         | 東方《東方看大劇》收視0.462，份額1.764                                                                                               |
| 8                                      | 2019年7月13日 | 0.883    | 3.716    | 2        | 0.45      | 2.25      | 6         | 0.864    | 3.782    | 3        | 0.58      | 3.1       | 4         | |
| 9-10                                   | 2019年7月14日 | 1.056    | 4.115    | 2        | 0.51      | 2.31      | 5         | 0.976    | 3.801    | 3        | 0.64      | 2.9       | 4         | |
| 11-12                                  | 2019年7月15日 | 1.054    | 4.053    | 4        | 0.69      | 3.12      | 5         | 1.061    | 4.094    | 3        | 0.86      | 3.84      | 1         | 東方《東方看大劇》收視0.613，份額2.4                                                                                                 |
| 13-14                                  | 2019年7月16日 | 1.147    | 4.314    | 3        | 0.63      | 2.67      | 6         | 1.213    | 4.568    | 2        | 0.91      | 3.89      | 1         | 北京《神探柯晨》完結，《時間都知道》同日開播 東方《東方看大劇》收視0.593，份額2.311                                                  |
| 15-16                                  | 2019年7月17日 | 1.027    | 4.037    | 4        | 0.63      | 2.81      | 6         | 1.086    | 4.286    | 3        | 0.88      | 3.96      | 1         | 東方《東方看大劇》收視0.624，份額2.415                                                                                               |
| 17-18                                  | 2019年7月18日 | 1.147    | 4.526    | 3        | 0.61      | 2.78      | 6         | 1.179    | 4.662    | 2        | 0.99      | 4.51      | 1         | 東方《東方看大劇》收視0.685，份額2.66                                                                                                |
| 19-20                                  | 2019年7月19日 | 1.31     | 5.165    | 3        | 0.67      | 2.98      | 5         | 1.354    | 5.424    | 2        | 1.1       | 5.02      | 1         | 59城數據缺瀘州 浙江16省網單日收視破1 江苏《哥哥姐姐的花樣年華》完結，《归还世界给你》同日開播 東方《東方看大劇》收視0.734，份額2.845 |
| 21                                     | 2019年7月20日 | 1.236    | 5.138    | 1        | 0.61      | 3.02      | 4         | 1.164    | 4.837    | 2        | 1.07      | 5.35      | 1         | |
| 22-23                                  | 2019年7月21日 | 1.402    | 5.372    | 1        | 0.68      | 2.99      | 5         | 1.311    | 5.025    | 2        | 1.01      | 4.48      | 1         | CCTV-8《花開時節》完結，《在桃花盛開的地方》同日開播                                                                                 |
| 24-25                                  | 2019年7月22日 | 1.334    | 4.997    | 3        | 0.7       | 3.06      | 5         | 1.405    | 5.281    | 2        | 1.08      | 4.75      | 1         | 東方《東方看大劇》收視0.786，份額2.998                                                                                               |
| 26-27                                  | 2019年7月23日 | 1.348    | 5.185    | 3        | 0.74      | 3.23      | 4         | 1.377    | 5.307    | 2        | 1.17      | 5.09      | 1         | 東方《東方看大劇》收視0.68，份額2.57                                                                                                 |
| 28-29                                  | 2019年7月24日 | 1.48     | 5.509    | 2        | 0.79      | 3.37      | 5         | 1.571    | 5.863    | 1        | 1.21      | 5.19      | 1         | 東方《東方看大劇》收視0.602，份額2.36                                                                                                |
| 30-31                                  | 2019年7月25日 | 1.393    | 5.362    | 1        | 0.67      | 2.96      | 5         | 1.366    | 5.27     | 2        | 1.23      | 5.42      | 1         | 東方《東方看大劇》收視0.772，份額2.928                                                                                               |
| 32-33                                  | 2019年7月26日 | 1.344    | 5.293    | 2        | 0.75      | 3.43      | 4         | 1.427    | 5.707    | 1        | 1.24      | 5.82      | 1         | CCTV-1《可爱的中国》完結 東方《東方看大劇》收視0.693，份額2.696                                                                      |
| 34                                     | 2019年7月27日 | 1.218    | 5.086    | 2        | 0.64      | 3.19      | 3         | 1.338    | 5.567    | 1        | 1.19      | 5.91      | 1         | |
| 35-36                                  | 2019年7月28日 | 1.338    | 5.157    | 2        | 0.72      | 3.34      | 4         | 1.48     | 5.64     | 1        | 1.17      | 5.26      | 1         | |
| 37-38                                  | 2019年7月29日 | 1.474    | 5.576    | 2        | 0.76      | 3.36      | 5         | 1.389    | 5.266    | 3        | 1.22      | 5.42      | 1         | CCTV-1《特赦1959》開播 東方《東方看大劇》收視0.776，份額2.953                                                                        |
| 39-40                                  | 2019年7月30日 | 1.458    | 5.57     | 2        | 0.81      | 3.55      | 5         | 1.52     | 5.811    | 1        | 1.37      | 5.98      | 1         | 東方《東方看大劇》收視0.752，份額2.942                                                                                               |
| 41                                     | 2019年7月31日 | 1.785    | 6.558    | 1        | 0.96      | 3.79      | 3         | 1.496    | 5.491    | 2        | 1.5       | 5.94      | 1         | 湖南《加油，你是最棒的》開播 CCTV-8《在桃花盛開的地方》完結                                                                          |
| 平均收視                               | 平均收視      |          |          | 不適用   | 0.62      | 2.78      | 不適用    |          |          | 不適用   | 0.99      | 4.43      | 不適用    | |

1. 同时段或交叉时段主要节目：
  - CCTV-1：《可爱的中国》／《特赦1959》
  - CCTV-8：《那片花那片海》／《花開時節》／《在桃花盛開的地方》
  - 北京：《神探柯晨》／《時間都知道》
  - 湖南：《流淌的美好時光》／《加油，你是最棒的》
  - 江蘇：《哥哥姐姐的花样年华》／《归还世界给你》
2. 数据由广视索福瑞提供，调查范围为四岁以上之观众。
3. 以上收视排名包括央视在内。16省網只列舉代表性收視
4. 收視最低的集數以藍色表示，收視最高的集數以紅色表示
5. 资料来源：卫视这些事儿、TV未知数、卫视走光了、数据狮

## 原著小說
《蜜汁炖鱿鱼》（ISBN 9787550015630）

## 宣傳活動
- 2018年2月14日，官宣楊紫、李現出演男女主角[13]。
- 2018年3月19日，官宣胡一天特别出演，李鴻其、李澤鋒加盟該劇[14]。
- 2018年4月11日，發布動畫完整版概念片。
- 2018年4月14日，發布男女主角劇照[15]。
- 2018年5月20日，發布蜜汁520比心挑戰，劇中演員分別出鏡。
- 2018年6月11日，曝光“以夢為翼”版海報，K&K戰隊的形象首次呈現在觀眾眼前[16]。
- 2018年6月14日，發布人物個人海報。
- 2018年7月14日，發布男女主角採訪視頻。
- 2018年7月31日，正式發布首款片花[17]。

## 争议

### 因导演瞿友宁卷入“台独”（地图事件）
在片方相关公司公布的2018年上半年度报告中，电视剧使用的名称为原著小说名——《蜜汁炖鱿鱼》，导演瞿友宁。此前，导演瞿友宁已被大陆网友认为是“台独分子”。他担任剧本总策划的某部电视剧即在2017年因此影响下档。《蜜汁炖鱿鱼》亦被网友不断实名举报。片方为通过审查，更改剧集和导演名字。瞿友宁在2019年3月接受采访时，表示他与片方合作之前，互相了解政治立场。
在网友多次举报、剧集更名、隐匿导演的背景下，剧集于2019年7月开播。7月31日，播出大结局。当日，网友发现第39集中的局部世界地图出现多处错误，随即引发舆论关注。这则地图涉及与中国领土争议相关的阿克赛钦、藏南、海南岛、台湾四个地区，已涉嫌违反中国的《地图管理条例》。除涉及“台独”议题的台湾外，沒有標註本属于中华人民共和国实际控制的海南岛，阿克赛钦和藏南。舆论关注后，剧集在豆瓣的評分更是出現大幅下滑，并引发对广电总局审查的争议。网友认为是“台独”导演瞿友宁“移花接木”使用错误地图。而与网友观点相反，《环球时报》总编辑胡锡进表示“不相信整个剧组有成心搞这个错误制造事端的恶意”，认为“这当中是否有瞿友宁或某个人出于个人原因恶意做手脚，还有待剧组进行内部调查，给出可信的说法。”当年2月，即发生过台湾制作团队在游戏中涉及政治立场，引发中國玩家反感的类似事件。参见：还愿 (游戏)#爭議。
舆论发酵的次日，即8月1日，中国大陆各网络播出平台均已删除第39集地图片段。海外平台YouTube更将第39集整集删除。8月1日中午，瞿友宁在微博回应“我从来没有见过这地图，从来没有，昨晚还是第一次见到，我不能也不会做这样的地图，我不是TD（“台独”），中国地图本来就不会是长这样，要打要骂真的找错人了。”主演楊紫本人和其团队亦在微博發文回應言論。
根據《中華人民共和國測繪法》、《地圖管理條例》、《地圖審核管理規定》，中華人民共和國自然資源部對電視劇《親愛的，熱愛的》相關內容進行了初步核查，發現“根据自然资源部对电视剧相关内容的初步核查结果显示，发现该剧存在登载使用的地图未履行地图审核程序，同时该剧登载使用的地图存在错误表示我国藏南地区和阿克赛钦地区国界线和海南岛底色与大陆不一致、漏绘我国南海诸岛和南海诸岛归属范围线、克什米尔地区表示不符合国家有关规定等问题。”据此，自然资源部已责成属地管理部门对涉嫌违法违规的行为依法进行处理。
8月19日，上海市规划和自然资源局官网公布处罚结果，该剧制作方上海剧酷文化传播有限公司于8月12日被责令改正并罚款人民币10万元。

### 全集資源外洩
在該劇播出時，網上意外湧現全集資源，許多未播出的劇情提前被洩露。因洩露片源的水印寫著「僅供東方衛視查閱」，網友在東方衛視官方微博中留言，但東方衛視至今仍無回應。

## 相關知識
劇中主要圍繞網絡安全大賽而展開，亦因本劇使網絡安全大賽帶入了公眾當中。此大賽於現實中均為真實存在。劇中提及網絡安全大賽分為解題形式、攻防形式及混合形式都有所根據。惟與現實中有所出入的是，現實中的網絡安全大賽需要比賽48小時，而劇中只維持數小時。